# Yongchuan (köpinghuvudort i Kina, Shaanxi, lat 34,37, long 107,64)
Yongchuan är en köpinghuvudort i Kina. Den ligger i provinsen Shaanxi, i den nordvästra delen av landet, omkring 120 kilometer väster om provinshuvudstaden Xi'an. Antalet invånare är 48 983. Befolkningen består av 23 682 kvinnor och 25 301 män. Barn under 15 år utgör 14,0 %, vuxna 15-64 år 75 %, och äldre över 65 år 9,0 %.
Runt Yongchuan är det tätbefolkat, med 550 invånare per kvadratkilometer. Närmaste större samhälle är Shoushan, 14,0 km sydost om Yongchuan. Trakten runt Yongchuan består till största delen av jordbruksmark.
Genomsnittlig årsnederbörd är 730 millimeter. Den regnigaste månaden är september, med i genomsnitt 159 mm nederbörd, och den torraste är december, med 2 mm nederbörd.